# Весна Мартиновић
Весна Мартиновић (9. март 1970) је српска политичарка. Била је градоначелница Панчева од 2008. до 2012. године и била је три мандата у Народној скупштини Србије. Мартиновићева је током политичке каријере била члан Демократске странке (ДС).

## Рани живот и каријера
Весна Мартиновић је рођена у Панчеву, у тадашњој САП Војводини у СР Србији, СФРЈ. Дипломирала је на Правном факултету Универзитета у Београду 1993. године. У Окружном суду у Панчеву и Градској општинској управи радила је од 1994. до 1997. године, у Електродистрибуцији Панчево од 1997. до 2002, а као адвокат од 2002. до 2007.

## Политичар

### Посланик (2007–2008) и градоначелник (2008–2012)
Весна Мартиновић се у Демократску странку придружила 2000. године, а почетком 2000-их била је активан у одбору странке у Панчеву. На парламентарним изборима у Србији 2007. добила је 147. позицију на изборној листи ове странке и добила је мандат након што је листа освојила шездесет четири мандата. (Од 2000. до 2011. године мандати на парламентарним изборима у Србији су се додељивали странкама или коалицијама спонзорима, а не појединачним кандидатима, а уобичајена пракса је била да се мандати распоређују по бројчаном редоследу. Мартиновићева позиција на листи – која је била у било ком догађај углавном по азбучном реду – није посебно утицао на њене шансе за избор) ДС је формирала нестабилну коалициону владу са ривалском Демократском странком Србије (ДСС) и Г17 Плус након избора, а Мартиновићева је била присталица управе. Током свог првог мандата била је члан одбора за уставна питања и одбора за родну равноправност.
Савез ДС-ДСС се распао почетком 2008. и расписани су нови парламентарни избори за мај те године. Мартиновићева се нашла на 115. позицији на листи За европску Србију коју је предводила ДС и добио је мандат за други мандат када је листа однела вишеструку победу са 102 од 250 мандата. Предводила је и листу ДС за Скупштину града Панчева на истовременим локалним изборима 2008. ДС је тесно победила крајње десничарску Српску радикалну странку (СНС) у Панчеву и потом формирала коалициону владу са ДСС-ом и Новом Србијом (НС). Мартиновићева је изабрана за градоначелницу и дала је оставку на посланички мандат 14. јула. У кабинету градоначелника је остала у четворогодишњем мандату који је уследио. У јулу 2009. године потписала је са Нафтном индустријом Србије велики уговор о стратешкој сарадњи у области екологије, привреде, културе и спорта.
Изборни систем Србије реформисан је 2011. године, тако да су сви мандати додељени кандидатима на успешним листама по бројчаном реду. Мартиновићева се поново нашла на челном месту на листи ДС-а за Панчево на локалним изборима 2012. и поново је изабрана у локалну скупштину када је листа однела тесну победу са деветнаест од седамдесет мандата. Потом је формирана нова локална власт у којој није било ДС-а, а Мартиновићевој се мандат градоначелника завршио. Била је у локалној скупштини мандат који је уследио и није била кандидат на локалним изборима 2016.
У новембру 2012. Мартиновићева је изабрана за једног од седам потпредседника Демократске странке.

### Повратак у Народну скупштину (2014–2016)
Мартиновићева је на парламентарним изборима 2014. добила дванаесту позицију на изборној листи ДС-а и изабрана је у трећи мандат на републичком нивоу када је листа освојила деветнаест мандата. Српска напредна странка (СНС) и њени савезници однели су већинску победу на изборима, а ДС је био у опозицији. Мартиновићева је у овом мандату била заменик председника Одбора за административна, буџетска, мандатна и имунитетна питања; члан одбора за уставна питања и законодавство и одбора за права детета; заменик члана одбора за правосуђе, државну управу и локалну самоуправу; и члан парламентарних група пријатељства са Египтом, Северном Македонијом и Холандијом.
На парламентарним изборима 2016. добила је осамнаесту позицију на листи ДС-а и за длаку је промашила реизбор када је листа освојила шеснаест мандата. У мандату који је уследио скупштину је напустила само једна делегатка ДС, којој као замена није додељен мандат. Од тада није тражила повратак у политички живот.